# Leonard Schapiro

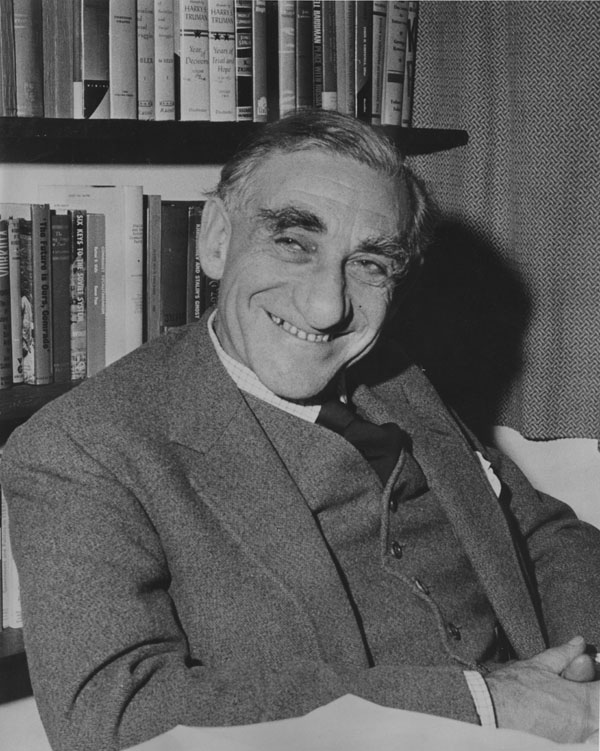
Leonard Schapiro w latach 70.

Leonard Bertram Naman Schapiro (ur. 22 kwietnia 1908 w Glasgow, zm. 2 listopada 1983 w Londonie) – brytyjski historyk, sowietolog.

## Życiorys
Był profesorem w London School of Economics. Zajmował się myślą rosyjską XIX wieku i dziejami Partii Komunistycznej w ZSRR. Jest zaliczany do grona rewizjonistów. 

## Wybrane publikacje
- The origin of the communist autocracy: political opposition in the Soviet state first phase 1917-1922, G. Bell and Sons 1955.
- The Communist Party of the Soviet Union, London: Random House Publishers 1970. ISBN 978-0-394-47014-6
- Totalitarianism: Key Concepts in Political Science, The University of Michigan 1972.
- (redakcja) Political opposition in one-party states, ed. by Leonard Schapiro, London: Macmillan 1972.
- Turgenev, his life and times, Oxford: Oxford University Press 1978.
- The Russian revolutions of 1917: the origins of modern communism, New York: Basic Books 1984.

## Publikacje w języku polskim
- Totalitaryzm, Warszawa: „Rytm” - Oświata Niezależna 1987 (wyd. 2 - „Wola” 1988).